# Feldschlößchen (Dresde)
Ne doit pas être confondu avec Feldschlösschen.
La Feldschlößchen Aktiengesellschaft est une compagnie brassicole allemande à Dresde, dans le Land de Saxe.

## Histoire
Au pied du Hahneberg, une hauteur de la banlieue sud de Dresde, il y avait une seule ferme qui appartenait à Anna Nehlin. En 1644, l'électeur Jean-Georges Ier de Saxe permet que de la bière et du vin soient servis ici à des gens de passage. En 1684, Dietrich von Bosse, conseiller à la cour saxonne, achète la ferme et reçoit de l'électeur Jean-Georges III une lettre de privilège et construit un petit château dans les champs (Feldschlößchen). Anna Christina Möller née Ott, la future épouse du maître d'œuvre Matthäus Daniel Pöppelmann, achète cette propriété en 1714 pour 6 000 thalers. Vers 1730, le Feldschlößchen était un lieu d'excursion et de divertissement bien connu avec une salle de danse, une salle de jeux et un jardin d'été.

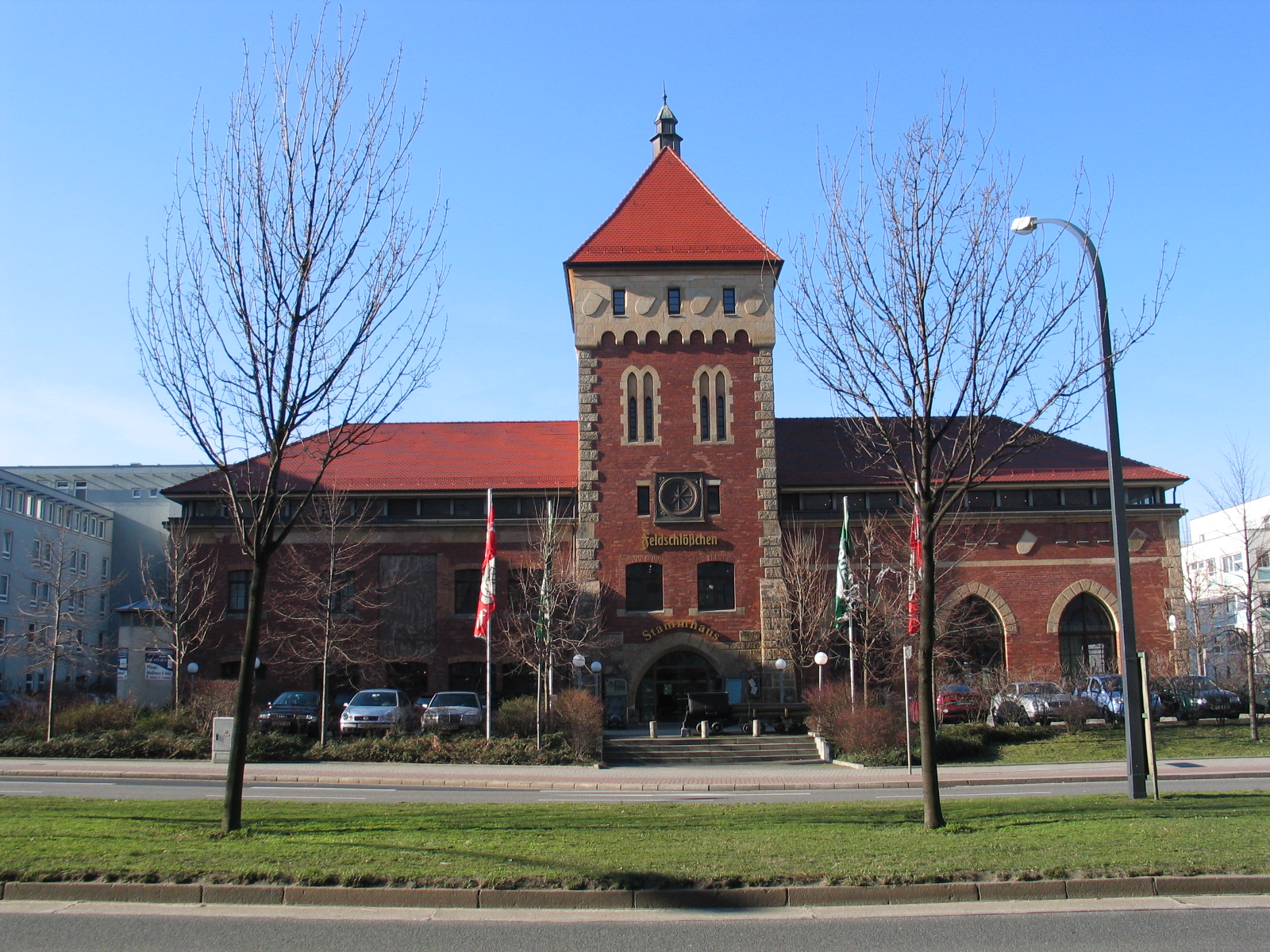
Feldschlößchen-Stammhaus, Budapester Straße.

En 1813, le Feldschlößchen est détruit lors de la bataille de Dresde entre les forces de la Sixième Coalition et la Grande Armée napoléonienne ; en 1819 un nouveau Feldschlößchen est construit. Leonhard Meisel, locataire de la brasserie bavaroise dans le quartier de Friedrichstadt, reprend le restaurant et en 1838 crée une brasserie de bière blonde sur la rue de Dresde vers Chemnitz (aujourd'hui Budapester Straße), l'actuelle Feldschlößchen-Stammhaus. Après vingt années, on crée l’Aktienbrauerei zum Feldschlößchen.
En 1960, pendant l'époque de la RDA, la brasserie devient une Volkseigener Betrieb (VEB), avec la fusion de brasseries individuelles à Dresde pour former la VEB Dresdener Brauereien. En 1973, la construction de la brasserie au quartier de Coschütz commence sur Cunnersdorfer Straße, le brassage commence ici en 1981. À partir du 1er avril 1983, la brasserie devient un combinat de VEB faisant de la boisson à Dresde. Au cours de la réunification allemande en 1990, le VE Getränkekombinat devient une nouvelle organisation, la Sächsischen Brau-Union.
La Holsten-Brauerei reprend la Sächsische Brau-Union en 1992 et la rebaptise Feldschlößchen Aktiengesellschaft, Dresden en 1995. Lorsque Holsten est repris par Carlsberg, Feldschlößchen AG a rejoint le groupe Carlsberg en 2004.
En janvier 2011, la Dresdner Feldschlößchen AG est vendue par Carlsberg au groupe brassicole TCB basée à Francfort-sur-l'Oder ; la holding comprend notamment la Frankfurter Brauhaus et la brasserie de Champigneulles. Carlsberg justifie la vente d'une part en voulant se concentrer davantage sur ses propres marques principales (Carlsberg, Holsten, Lübzer, Duckstein et Astra). D'autre part, on veut mieux utiliser la brasserie de Dresde avec la vente et continuer à coopérer avec elle. De 2011 à 2016, les nouveaux propriétaires peuvent doubler la production de 1 à 2 millions d'hectolitres.

## Production
La principale production est la pils. La brasserie produit également de l'export, du panaché (Radler) et de l'urbock.
De plus, de vieilles bières de Dresde sont produites, telles que les Dresdner Felsenkeller Pilsner, Dresdner Felsenkeller Spezial, Dresdner Felsenkeller Urhell ou Coschützer Pils ainsi que la schwarzbier Schwarzer Steiger brassée à l'origine par Brauerei Freital.